# Daruo
Daruo (kinesiska: 达若, 达若乡) är en socken i Kina. Den ligger i den autonoma regionen Tibet, i den sydvästra delen av landet, omkring 400 kilometer väster om regionhuvudstaden Lhasa. Antalet invånare är 612. Befolkningen består av 327 kvinnor och 285 män. Barn under 15 år utgör 35 %, vuxna 15-64 år 59 %, och äldre över 65 år 4,0 %.
Genomsnittlig årsnederbörd är 538 millimeter. Den regnigaste månaden är augusti, med i genomsnitt 168 mm nederbörd, och den torraste är januari, med 3 mm nederbörd.